# 阿尔特马克地区俾斯麦
阿尔特马克地区俾斯麦（德語：Bismark (Altmark)），简称俾斯麦（德語：Bismark，發音：[ˈbɪsmaʁk] ⓘ），是德国萨克森-安哈尔特州施滕达尔县的城市，面积289.45平方千米，2023年12月31日人口为7,899人。